# Dactylurina
Dactylurina é um gênero de abelha sem ferrão que existe somente na África. Existem por volta de 500 espécies de abelhas sem ferrão no mundo catalogadas em diversos gêneros diferentes. Muitas espécies ainda não foram descobertas e outras estão passando por revisões para reenquadrá-las como novas espécies ou pertencentes a outros gêneros.
Existem até o momento 2 espécies de Dactylurina catalogadas, são elas:
| Gênero      | Espécie                 | Nome popular (se tiver) |
| Dactylurina | Dactylurina schmidti    | Dactylurina schmidti    |
| Dactylurina | Dactylurina staudingeri | Dactylurina staudingeri |